# Louis Michard
Pour les articles homonymes, voir Michard.
Louis Michard, né le 22 février 1914 à Chamblet et mort pour la France le 28 janvier 1945 à Grussenheim, est un militaire et résistant français, Compagnon de la Libération. Séminariste mobilisé au début de la Seconde Guerre mondiale, il se rallie à la France libre et, après un séjour en Afrique, participe à la bataille de Normandie, à la libération de Paris puis à celle de Strasbourg. Il est tué au combat à la tête de son peloton de chars lors de la bataille d'Alsace.

## Biographie

### Jeunesse et engagement
Louis Michard naît le 22 février 1914 à Chamblet, dans l'Allier, au sein d'une famille de cultivateurs. Orphelin de père à 13 ans, il entre au petit séminaire du Réray en 1930 puis effectue son service militaire en 1934 au sein du 152e régiment d'infanterie. Rendu à la vie civile, il entre au séminaire des missions étrangères à Bièvres puis au grand séminaire de la rue du Bac à Paris.

### Seconde Guerre mondiale
Mobilisé en 1939, il est affecté comme caporal au 121e régiment d'infanterie de la 25e division motorisée. Combattant en Lorraine et dans le Nord pendant la bataille de France, il est blessé par des éclats d'obus le 20 mai 1940. Évacué vers Lille, il se retrouve finalement à Zuydcoote en pleine opération Dynamo,. Évacué avec les troupes britanniques le 1er juin 1940, il est hospitalisé en Angleterre où il entend l'appel du général de Gaulle. Ralliant la France libre, il signe son engagement dans les forces françaises libres alors qu'il est encore en convalescence le 20 septembre 1940. Le 20 octobre, il est envoyé à Camberley et y suit les cours d'élève officier de réserve. Promu aspirant, il est envoyé en Afrique où il est affecté à la 2e compagnie autonome de chars de combat. Parti de Pointe-Noire, il traverse l'Afrique avec son unité, passant par Brazzaville et Fort-Lamy pour arriver finalement à Alexandrie,. Le 1er juillet, en Libye, sa compagnie fusionne avec la 1re compagnie de chars de combat pour former le 501e régiment de chars de combat (501e RCC), subordonné à la 2e division blindée (2e DB) du général Leclerc.
Promu lieutenant en mars 1944, Louis Michard débarque à Utah Beach le 2 août 1944 avec la division et participe à la bataille de Normandie. Le 12 août, lors de combats dans la forêt d'Écouves près d'Alençon, il est blessé alors qu'il commande son peloton à bord de son char M4 Sherman baptisé "Montmirail". Lors de la libération de Paris, accompagnant avec ses chars le détachement du capitaine Dronne, il est l'un des premiers hommes de la 2e DB à entrer dans la capitale,. Suivant l'avancée de la division, il participe ensuite à la bataille des Vosges au cours de laquelle il s'illustre le 2 octobre 1944 à Anglemont en détruisant deux chars Panther,. Engagé dans la bataille d'Alsace, il participe à la libération de Strasbourg le 23 novembre 1944. Mis à la disposition de la 1re armée du général de Lattre en janvier 1945, le 501e RCC est chargé de la réduction de la poche de Colmar. Dans le cadre de cette opération, Louis Michard participe à la prise du village de Grussenheim le 28 janvier 1945,. En plein combat, alors qu'il est installé sur la tourelle de son char, il est mortellement atteint par un tir ennemi,. D'abord inhumé à Saint-Dié, il est ensuite réinhumé à Doyet, dans son département natal.

## Décorations
|  |  |  |  |  |  |
|  |  |  |  |  |  |

| Chevalier de la Légion d'honneur | Chevalier de la Légion d'honneur | Chevalier de la Légion d'honneur | Compagnon de la Libération À titre posthume, par décret du 25 mars 1945 | Compagnon de la Libération À titre posthume, par décret du 25 mars 1945 | Compagnon de la Libération À titre posthume, par décret du 25 mars 1945 | Croix de guerre 1939-1945                                            | Croix de guerre 1939-1945                                            | Croix de guerre 1939-1945                                            |                                                                      |                                                                      |                                                                      |
| Médaille des blessés de guerre   | Médaille des blessés de guerre   | Médaille des blessés de guerre   | Médaille des blessés de guerre                                          | Médaille des blessés de guerre                                          | Médaille des blessés de guerre                                          | Médaille commémorative des services volontaires dans la France libre | Médaille commémorative des services volontaires dans la France libre | Médaille commémorative des services volontaires dans la France libre | Médaille commémorative des services volontaires dans la France libre | Médaille commémorative des services volontaires dans la France libre | Médaille commémorative des services volontaires dans la France libre |

## Hommages
- À Doyet, son nom est inscrit sur le monument aux Morts de la commune ainsi que sur une plaque commémorative au sein de l'église Saint-Pierre[6],[7].
- À Grussenheim, une stèle commémorative a été érigée sur le lieu de sa mort[8]. Son nom est également inscrit sur une plaque commémorative posée sur un bâtiment proche de la mairie[9].
- À Paris, il est mentionné sur le monument de la 2e DB, Place du 25-Août-1944[10].
- À Rambouillet, au sein de l'ancienne caserne du 501e RCC, son nom figure sur un monument commémoratif[11].
- À Bièvres, son nom est inscrit sur le monument aux Morts de la commune et sur une plaque commémorative dans l'église Saint-Martin[12],[13].
- Le nom de "Lieutenant Michard" est donné à la 4e promotion de l'École militaire des aspirants de Coëtquidan, le 9 décembre 2023[14].